# Cmentarz żydowski w Debrznie Wsi
Cmentarz żydowski w Debrznie Wsi – został założony w XVII wieku jako miejsce pochówków Żydów z Debrzna-Wsi i Lipki, zajmuje powierzchnię 0,2 ha na której zachowało się około dwudziestu nagrobków z których najstarszy pochodzi z 1715 roku. Macewy są wykonane z granitu i piaskowca z napisami w języku niemieckim i hebrajskim.